# Благівка
Бла́гівка — село в Україні, у Ровеньківській міській громаді Ровеньківського району Луганської області. Населення становить 709 осіб (за станом на 2001 рік). Орган місцевого самоврядування — Благівська сільська рада.

## Географія
У селі Балка Бірюча впадає у річку Нагольну.

## Історія
Станом на 1873 рік у селищі Дар'ївської волості Міуського округу Області Війська Донського мешкало 467 осіб, що мешкали у 64 дворових господарствах, у господарствах налічувались 26 плугів, 68 коней, 104 пар волів, 350 овець.
За переписом 1897 року кількість мешканців зросла до 665 осіб (328 чоловічої статі та 337 — жіночої), з яких 652 — православної віри.

## Постаті
- Дрбоян Марія Барзаніївна (* 1995) — українська борчиня сумо, заслужений майстер спорту України, чемпіонка світу в командному турнірі, чемпіонка світу у ваговій категорії (2014).
- Скочков Ігор Іванович (1977—2014) — гвардії капітан Збройних сил України, учасник російсько-української війни.